# التحررية والموضوعية

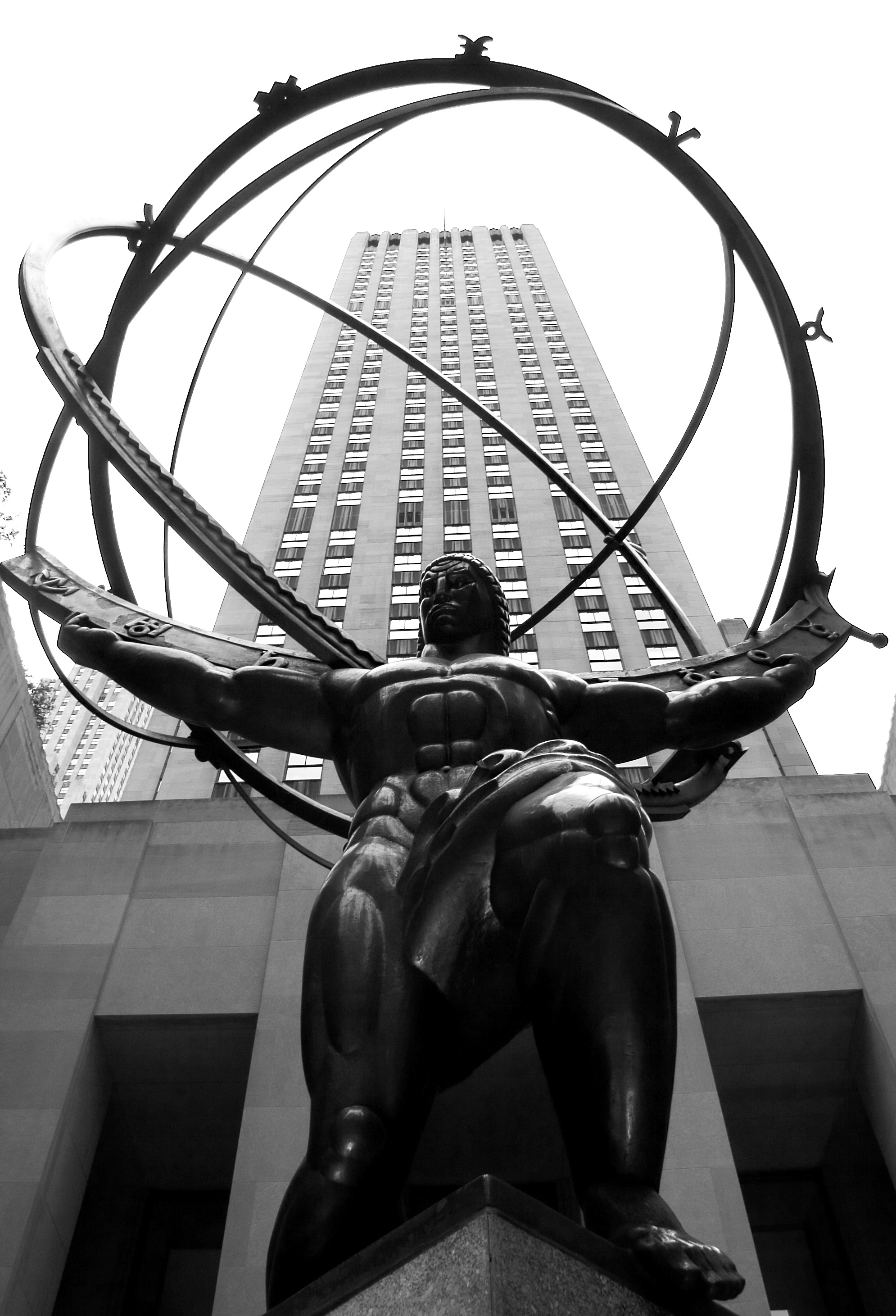

أثرت الفلسفة الموضوعية لصاحبتها آين راند ولا زالت تؤثر تأثيرًا كبيرًا على الحركة التحررية. ويبرر الكثير من التحرريين آرائهم السياسية باستخدام الجوانب الموضوعية. وعلى الرغم من ذلك، فقد كانت آراء راند وفلسفتها بين التحرريين البارزين مختلطة وبشكل عام يشعر الموضوعيون بالعداء تجاه التحرريين غير الموضوعيين.

## الخلافات الفلسفية

### العدوانية
يرى بعض التحرريين، ومنهم مري روثبورد ووالتر بلوك، أن مبدأ عدم العدوانية هو مفهوم لا يمكن اختزاله: فهو ليس نتيجة منطقية لأي فلسفة أخلاقية معينة، ولكنه أمر بديهي مثل جميع البديهيات الأخرى. وقد قالت راند، أيضًا، إن الحرية هي شرط مسبق للسلوك الفاضل،  ولكنها أوضحت إن مبدأ عدم العدوانية الذي تؤمن به هو نفسه مشتق من مجموعة معقدة من المعارف والقيم السابقة. لهذا السبب، يشير الموضوعيون إلى مبدأ عدم العدوان على هذا النحو، بينما يطلق عليه التحرريون الذين يتفقون مع حجة روثبورد اسم «بديهية عدم العدوان». ويرى روثبورد وغيره من الرأسماليين الأناركيين أن الحكومة تحتاج إلى الضرائب الإجبارية حتى تقوم بعملها وقد حدث ذلك في جميع الحالات التاريخية المعروفة حيث تم تأسيس الدولة بالقوة بدلاً من العقد الاجتماعي. وبالتالي فقد درسوا إقامة الدولة الحارسة والحفاظ عليها بدعم من الموضوعيين لكي تكون انتهاكًا لمبدأ عدم العدوان.

### رفض الموضوعية «للبدائية»
تلاحظ جنيفر بيرنز في سيرتها الذاتية التي تحمل عنوان آلهة السوق: آين راند واليمين الأمريكي، كيف كان رأي راند المتمثل في أن «الأمريكيين الأصليين كانوا متوحشين»، وأنه نتيجة لذلك «فإن حق المستعمرين الأوروبيين في الاستيلاء على أراضيهم لأن القبائل الأصلية لم تعترف بالحقوق الفردية» كان أحد الآراء التي «أغضبت التحرريين بشكل خاص». وتلاحظ بيرنز أيضًا كيف كان رأي راند المتمثل في أن «الفلسطينيين ليس لديهم حقوق وأنه من الأخلاقي دعم إسرائيل، باعتبارها الموقع الوحيد للحضارة في منطقة تحكمها الهمجية»، وقد كان ذلك أيضًا رأيًا مثيرًا للجدل في أوساط التحرريين، الذين شكلوا جزءًا كبيرًا من القاعدة الجماهيرية لراند في ذلك الوقت.

### السياسة الخارجية
كثيرًا ما يختلف التحرريون والموضوعيون حول مسائل السياسة الخارجية. لقد امتد رفض راند لما اعتبرته «بدائية» لعملية السلام في منطقة الشرق الأوسط في سبعينيات القرن العشرين. وعقب حرب أكتوبر، نددت راند بالعرب حيث اعتبرتهم«بدائيين» وأنهم «أحد الثقافات الأقل تقدمًا» وأنهم «عادة بدو رحل». ونتيجة لذلك، ادعت راند أن الاستياء العربي تجاه إسرائيل كان نتيجة لكون الدولة اليهودية «هي المكان الوحيد للحضارة والعلوم الحديثة على قارتهم (العربية)»، بينما أعلنت أنه «عندما يقاتل المتحضرون الهمج، فإنك تدعم المتحضرين، بغض النظر عمن هم». وقد انتقد العديد من التحرريين الحكومة الإسرائيلية بشدة في ذلك الوقت.
وقد عارض معظم الباحثين في معهد كاتو التحرري التدخل العسكري ضد إيران، بينما دعم معهد آين راند الموضوعي التدخل بالقوة في إيران.

## تأثير راند على مذهب التحررية
اعترف المرشح الأول لرئاسة الولايات المتحدة عن الحزب الليبرالي جون هوسبيرس، بفضل راند كقوة رئيسية في تشكيل معتقداته السياسية. وقد وصف ديفيد بواز عمل راند باعتباره «عملاً مباشرًا في إطار التقاليد التحررية» وأن بعض التحرريين قد تم تجنبهم بسبب «صرامة العرض الذي تقدمه ومذهبها الذي تتبعه». وقد وصف ميلتون فريدمان راند بأنها «شخص غير متسامح على الإطلاق ومتعصبة ولكنها قدمت الكثير من الخير». وقد نقل أحد كتاب سيرة راند الذاتية عن مري روثبورد قوله إنه كان «متفقًا بشكل أساسي مع كل فلسفات [راند]» وقال إن راند هي من «أقنعته بنظرية الحقوق الطبيعية...» وقد أصبح روثبورد فيما بعد ناقدًا لاذعًا لراند بشكل خاص.
ويقول بعض الموضوعيين إن الموضوعية ليست مقصورة على آراء راند الخاصة والمتعلقة بالقضايا الفلسفية وإنهم على استعداد للعمل مع الحركة التحررية والتماثل معها. وقد تحدد هذا الموقف بشكل أكثر وضوحًا مع ديفيد كيلي (الذي انفصل عن معهد آين راند بسبب الخلافات حول العلاقة بين الموضوعيين والتحرريين)، وكريس سيابارا، وباربرا براندن (زوجة ناثانيل براندن السابقة)، وغيرهم. وقد ركزت جمعية أطلس التي أسسها كيلي على بناء علاقة أوثق بين «الموضوعيين المتفتحين» والحركة التحررية.

## وجهة نظر راند في التحرريين
أدانت راند التحررية باعتبارها تهديدًا للحرية والرأسمالية يفوق كل من الليبرالية الحديثة والمحافظة. واعتبرت آين راند أن الموضوعية هي نظام فلسفي متكامل. وفي المقابل، تعتبر التحررية فلسفة سياسية يقتصر اهتمامها على مسائل السياسة العامة. على سبيل المثال، تُبدي الموضوعية آراءها في الميتافيزيقا، ونظرية المعرفة، والأخلاق، بينما لا تتطرق التحررية لمثل هذه الموضوعات. وقد اعتقدت راند أن الدفاع السياسي لا يمكن أن ينجح دون مواجهة ما وصفته بالمتطلبات الأساسية المنهجية. ورفضت راند أي انتماء للحركة التحررية وسار على خطاها العديد من الموضوعيين الآخرين.
وفي مقابلة أجريت عام 1981، وصفت راند التحرريين بأنهم «وحشيون، وأنهم حفنة من مثيري الاشمئزاز» الذين «يسرقون أفكاري إذا وافقت أهواءهم».

## التقارب
في عام 2011، تحدث يارون بروك، رئيس معهد آين راند، في مؤسسة التعليم الاقتصادي. وقد كان المتحدث الرسمي لدى مؤسسة FreedomFest عام 2012. وظهر في ReasonTV في 26 يوليو 2012.
وتحدث عضو مجلس إدارة معهد آين راند جون إيه أليسون في رحلة الاختلاء الخاصة بنادي كاتو والتي تضم 200 عضو في سبتمبر عام 2012، وقد ساهم في «الأسباب الحقيقية للأزمة المالية» لرسالة معهد كاتو، وتحدث في المؤتمر المالي لمعهد كاتو في نوفمبر 2011.
في 25 يونيو 2012، أعلن معهد كاتو أن جون إيه أليسون سيكون رئيسه الجديد. وفي الإعلان العام لمعهد كاتو، تم وصف أليسون بأنه «تحرري مبجل». وفي تواصله مع موظفي كاتو، كتب «أعتقد تقريبًا أن جميع السباب الذي يتم بين التحرريين والموضوعيين يعد غير منطقي. لقد توصلت إلى تقدير أن جميع الموضوعيين تحرريين، ولكن ليس جميع التحرريين موضوعيين».

## وصلات خارجية
- Objectivism and the State: An Open Letter to Ayn Rand by Roy Childs.